# Fast Lane
Pour les articles homonymes, voir Fastlane et Fast (homonymie).
Singles de Bad Meets Evil
Nuttin' to Do
(1999) Lighters
(2011)
Singles par Eminem
Space Bound
(2010) Lighters
(2011)
Pistes de Hell: The Sequel
Welcome 2 Hell
(1) The Reunion
(3)
Fast Lane (communément appelé Fastlane) est un single, et le premier dans la carrière du duo de rap américain Bad Meets Evil composé d'Eminem et de Royce da 5'9" et extrait de leur premier album, Hell: The Sequel, sorti en 2011. C'est la première fois que les deux rappeurs travaillent ensemble depuis douze ans. Après deux collaborations sur Nottin' to Do puis sur Bad Meets Evil, un différend entraîne le retrait du groupe du devant de la scène. La chanson est sortie le 3 mai 2011 et est distribuée par Shady Records, label fondé par Eminem et son agent Paul Rosenberg. Le single est produit par Eminem, Supa Dups et Jason « JG » Gilbert. Le rappeur Chamillionaire, originaire du Texas, sort un remix du titre le 8 mai 2011.
À la mi-mai, un clip vidéo est réalisé par le réalisateur James Larese du groupe Syndrome. Une vidéo de promotion sort sur la chaîne YouTube d'Eminem le 27 mai 2011. Le clip est, quant à lui, révélé le 8 juin 2011 sur le site officiel de Bad Meets Evil. Cette vidéo contient des effets d'animation appelés typographie cinétique. Kon Artis et le groupe Slaughterhouse font une apparition dans le clip. Les critiques musicales affirment qu'Eminem réutilise son alter-ego « Slim Shady » dans cette chanson après l'avoir laissé de côté sur Recovery.
En comparaison avec le reste de l'album, la chanson est très bien accueillie par les critiques qui la considèrent comme une des meilleures chansons présentes sur Hell: The Sequel. Ils soulignent également de manière positive l'évolution d'Eminem par rapport à son précédent album, Recovery. Rolling Stone indique qu'Eminem revient au style qui l'a rendu célèbre en 1999 avec The Slim Shady LP. Bad Meets Evil interprète cette chanson au festival Bonnaroo ainsi qu'à Lollapalooza.

## Genèse

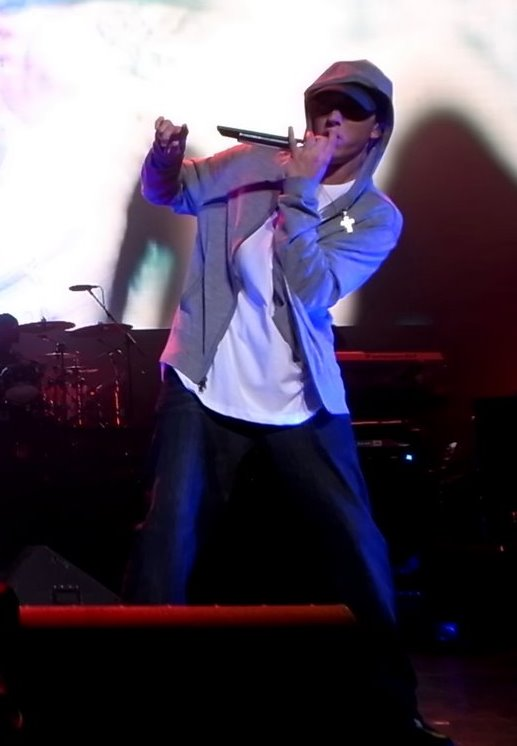
Eminem joue un rôle décisif dans le succès de la chanson puisqu'il a recruté un producteur et un chanteur pour le refrain.

Le groupe Bad Meets Evil est créé en 1998. Le premier single en commun d'Eminem et Royce da 5'9" sous le nom de Bad Meets Evil s'appelle Nuttin' to Do/ Scary Movies. Cependant, le groupe est dissous à la fin de l'année 2002. Par la suite les deux rappeurs de Détroit collaborent dans des chansons mais jamais sous l'entité de Bad Meets Evil. À la fin de l'année 2010, Eminem et Royce da 5'9" retournèrent en studio après plus de 11 ans d'inactivité. Fast Lane est donc parue en tant que premier extrait de leur projet commun, nommé Hell: The Sequel. Le 3 mai 2011, Fast Lane est publiée par le label d'Eminem, Shady Records.
Fast Lane est enregistrée par Mike Strange aux studios Effigy, à Ferndale, dans le Michigan. Enregistrée quelques mois avant la publication du titre, Fast Lane est écrite par Eminem, Royce da 5'9" et Sly « Pyper » Jordan (qui a participé à Seduction ou encore à Kush). Le dernier cité interprète d'ailleurs le refrain de la chanson. Dans une interview pour MTV, Eminem accorde qu'il avait engagé Sly Jordan après l'avoir entendu dans Kush, la chanson de Dr. Dre. Les producteurs de la chanson sont Supa Dups et Jason Gilbert, tandis qu'Eminem et Mike Strange mixent le titre. Jason Gilbert et Supa Dups ajoutent également des samples de leurs propres voix. Selon Supa Dups, on lui demande de faire la production d'un titre avec Jason Gilbert sans savoir qu'il s'agissait d'un morceau de Bad Meets Evil. Il dit: «Je n'avais pas du tout Eminem en tête qu'en j'ai fait cette chanson». Le producteur indique dans une interview à Mixtape Daily qu'il n'avait pas beaucoup de connaissances sur le projet :

« Je ne savais pas qu'un album était en projet. Je ne savais pour qui était le morceau. Eminem m'a juste dit qu'il avait besoin d'un titre. [...] Lorsque j'ai croisé Eminem à Los Angeles pour les Grammy Awards, il m'a dit : « Merci, c'est vraiment bon ce que tu m'as envoyé. Plus tard dans la même journée j'étais avec Royce da 5'9" qui m'a dit: « On a vraiment aimé la piste. Ce sera notre premier single ». J'étais surpris mais je n'étais à l'époque pas encore sûr qu'ils allaient faire un album en duo. »

Un mois après l'enregistrement de Fast Lane, le 28 avril 2011, le morceau a fui sur internet. C'est alors que Supa Dups indique : « Je me suis dit, « Eh, c'est une chanson de malade » ». Il est impressionné par la qualité des paroles et affirme être fier d'avoir été impliqué dans le projet. Fast Lane est considérée comme une chanson de Midwest rap. Il y a deux parties dans cette chanson. La première moitié des quatre minutes de Fast Lane débutent par un couplet de Royce da 5'9" puis un d'Eminem. Après le premier refrain chaque rappeur a un couplet ponctué par le refrain qui termine la chanson.

## Clip
Le clip est tourné en mai 2011 à Détroit. Il est réalisé par James Larese du collectif Syndrome, qui avait déjà mis en scène les clips de 3 a.m. et Crack a Bottle d'Eminem. Il met en scène les deux rappeurs dans un hangar désaffecté et utilise principalement la typographie cinétique. Kon Artis de D12 y fait un caméo ainsi que les membres du groupe Slaughterhouse.

## Crédits
- Eminem – rappeur, coproducteur, auteur et mixage audio
- Royce da 5'9" – rappeur et auteur
- Supa Dups – auteur, producteur, programmation des percussions, arrangement vocaux et chœurs additionnels
- Jason « JG » Gilbert – auteur, producteur, claviers, chœurs additionnels
- Mike Strange – enregistrement et mixage audio
- Sly « Pyper » Jordan – auteur et voix additionnelles du refrain
- Luis Resto – auteur et claviers additionnels

## Classements
| Classement (2011)        | Meilleure position |
| ------------------------ | ------------------ |
| Canadian Hot 100         | 50                 |
| Billboard Hot 100        | 32                 |
| Nouvelle-Zélande (RIANZ) | 35                 |
| UK Singles Chart         | 66                 |